# 韩国电影数据库
韩国电影数据库 (英語：Korean Movie Database)，缩写为 KMDB，是一个线上的电影数据库，与互联网电影数据库相似，不过影片多来自于韩国。

## 历史
2006年由韩国电影档案馆创建。